# Róbert Bezák
Róbert Bezák C.Ss.R. (Nyitrabánya, 1960. március 1. –) szlovák római katolikus pap, redemptorista szerzetes, korábbi nagyszombati érsek.

## Pályafutása
1983-ban tett örökfogadalmat a redemptorista rendben. 1984. június 14-én szentelték pappá.

### Püspöki pályafutása
2009. április 18-án nagyszombati érsekké nevezték ki. Június 6-án szentelte püspökké Jozef Tomko bíboros, a Nemzetközi Eucharisztikus Kongresszusok Pápai Bizottsága nyugalmazott elnöke, Mario Giordana érsek, szlovákiai apostoli nuncius és Stanislav Zvolenský pozsonyi érsek segédletével.
2012. július 2-án XVI. Benedek pápa leváltotta, miután Mario Giordana apostoli nuncius felszólítására nem mondott le hivataláról. Ennek okaként hivatalosan az év eleji apostoli vizitáció eredményeit és adminisztratív hiányosságokat jelöltek meg, de a pontos ok ismeretlen maradt. Később nyilvánosságra került tizenegy kérdés, melyeket a Vatikán az ellene érkezett feljelentések alapján állított össze. Leváltása visszhangot váltott ki a katolikus közvéleményben és a szlovákiai sajtóban; azzal is összefüggésbe hozták, hogy pénzügyi visszaélések gyanúja miatt vizsgálatot szorgalmazott elődje, Ján Sokol érsek ellen.
Leváltását követően visszavonult a besztercebányai redemptorista közösségbe, illetve Olaszországban élt.